# Франческо Донато
Франческо Донато (Дона) (італ. Francesco Donato) — 79-й венеційський дож у 1545—1553 роках.

## Біографія
Належав до роду «нових патриціїв», відомий з XII ст. Син Альвізе Донато з гілки делла Роза та Камілли Ліон. Народився 1468 року в сестьєре Каннареджо. Рано втратив батька. З молодих років відзначився своїми здібностями до класичного літературознавства, красномовства. Він ніколи не був захоплений військовим життям. Був дуже релігійним
З 1492 до 1501 року з невеликими перервами був членом дорадчого органу Саві аль Ордіні. За цим виконував низку дипломатичних доручень: у 1504—1506 роках послом в Іспанії, в Англії в 1509 році та у Флоренції та Мілані в 1512 році. 
23 липня 1508 року його було обрано подестою Віченци, де відповідав за покращення оборонних споруд. Але всі приготування до облоги зрештою виявилися марними після того, як Венеція зазнала поразки в битві при Аньяделло 14 травня 1509 року. 1510 року стає членом дзонти Ради десяти, а 9 жовтня того ж року стає проведитором, в обов'язки якого входило примусове розпродаж з аукціону майна тих, хто став на бік супротивників Венеції. 
1513 року стає членом Авагадорії. У жовтні цього ж року він був серед шляхтичів, які відмовилися фінансувати оборону Тревізо та Падуї. У жовтні 1515 року призначається подестою Ровіго, 1518 року увійшов до Ради десяти.
2 листопада 1518 та 2 листопада 1524 років, коли був присутній на відкритті філософського курсу в церкві Сан-Бартоломео, а також 2 лютого 1526 року, коли втрутився в диспут Себастьяно Фоскаріні.
20 березня 1519 року стає губернатором Удіне та Фріулі. У 1521 році був одним з інквізиторів, що розслідував діяльність дожа Леонардо Лоредана. У липні 1522 року призначено капітаном (командиром залоги) Падуї. У 1525, 1528 та 1531 роках був членом Малої ради. У 1522—1533 роках юув членом різних дорадчих органів, підтримував укладання мирних договорів з імператором Карлом V та османським султаном Сулейманом I.
27 жовтня 1532 року його було призначено прокуратором de ultra Святого Марка. З 1531 по 1532 рік він обіймав посаду проведитора-контролера акведуків та водопостачання. Це дало йому надзвичайні повноваження не лише над Венеційською лагуною, а й над територією Падуї та Тревізо. 
Обраний дожем у 1545 році, він обмежився виконанням представницьких функцій, не виявляючи ознак протагонізму, та делегував урядові обов'язки своїм радникам. При цьому не схвалював поширення Контрреформації, терпимо ставився до некатолицьких меншин, що торгували на венеційській території. 22 квітня 1547 року у Венеції було засновано магістрат Трьох Волхвів у справах єресі, що складався з трьох членів патриціату, які під контролем уряду обмежували втручання папи у венеціанське релігійне життя. 1550 року дож виступив на захист аквілейського патріарха Джованні Грімані, якого було звинувачено у єресі (його було виправдано на Тридентському соборі 1563 року).
1550 року Дона вже був настільки хворий, що ледве міг виконувати свої зобов'язання. Але йому не дозволили піти у відставку. Наказом дожа від 23 березня 1551 року було засновано Скуоли деї сестієрі – на кшталт початкових шкіл в усіх шести районах, за навчання яких учням з менш заможних родин не потрібно було нічого платити. Основна увага приділялася граматиці та латинським авторам. Незважаючи на примирливу позицію Франчесто Донато папському представнику Джироламо Муццареллі вдалося переконати Раду десяти вжити жорстких заходів проти анабаптистів, чисельність яких швидко зростало.
Помер 23 травня 1553 року. Спочатку його поховали в церкві Санта-Марія-дей-Серві у Венеції; пізніше в сімейній каплиці на віллі Дона делле Розе в Марено-ді-П'яве.